# لوری ون
لوری ون (انگلیسی: Laurie Venn؛ زادهٔ ۲۴ اوت ۱۹۵۳) دوچرخه‌سوار اهل استرالیا است. وی قهرمان مسابقات ملی دوچرخه‌سواری جاده استرالیا در سال ۱۹۸۵ شده است. 